# Zonnebaarzen
Zonnebaarzen (Centrarchidae) vormen een familie van straalvinnige zoetwatervissen die tot de orde van baarsachtigen (Perciformes) behoren. Alle soorten zijn inheems in Noord-Amerika.

## Kenmerken
Kenmerken van de leden van de familie zijn: minstens drie stekels in de aarsvin, 5 tot 13 (meestal 10 tot 12) stekels in de rugvin. De lengte varieert meestal tussen de 20 en 30 cm, maar sommige soorten, zoals de forelbaars kunnen bij wijze van uitzondering bijna één meter worden.

## Voortplanting
Bij de meeste soorten maakt het mannetje met behulp van zijn staart een nestkom als uitholling in de grind- of zandbedding. Hij bewaakt tevens de eieren.

## Geslachten en soortenaantallen
Volgens FishBase zijn er 32 soorten in acht geslachten:
- Acantharchus (Gill , 1864) (één soort: A. pomotis (Baird, 1855))
- Ambloplites (Rafinesque , 1820) (vier soorten waaronder steenbaars)
- Archoplites (Gill , 1861) (één soort: A. interruptus (Girard, 1854))
- Centrarchus (Cuvier , 1829) (één soort: C. macropterus (Lacepède, 1801))
- Enneacanthus (Gill , 1864) (drie soorten)
- Lepomis (Rafinesque , 1819) (12 soorten waaronder zonnebaars)
- Micropterus (Lacepède , 1802) (acht soorten waaronder forelbaars)
- Pomoxis (Rafinesque , 1818) (twee soorten)